# Synagoge (Kiskőrös)

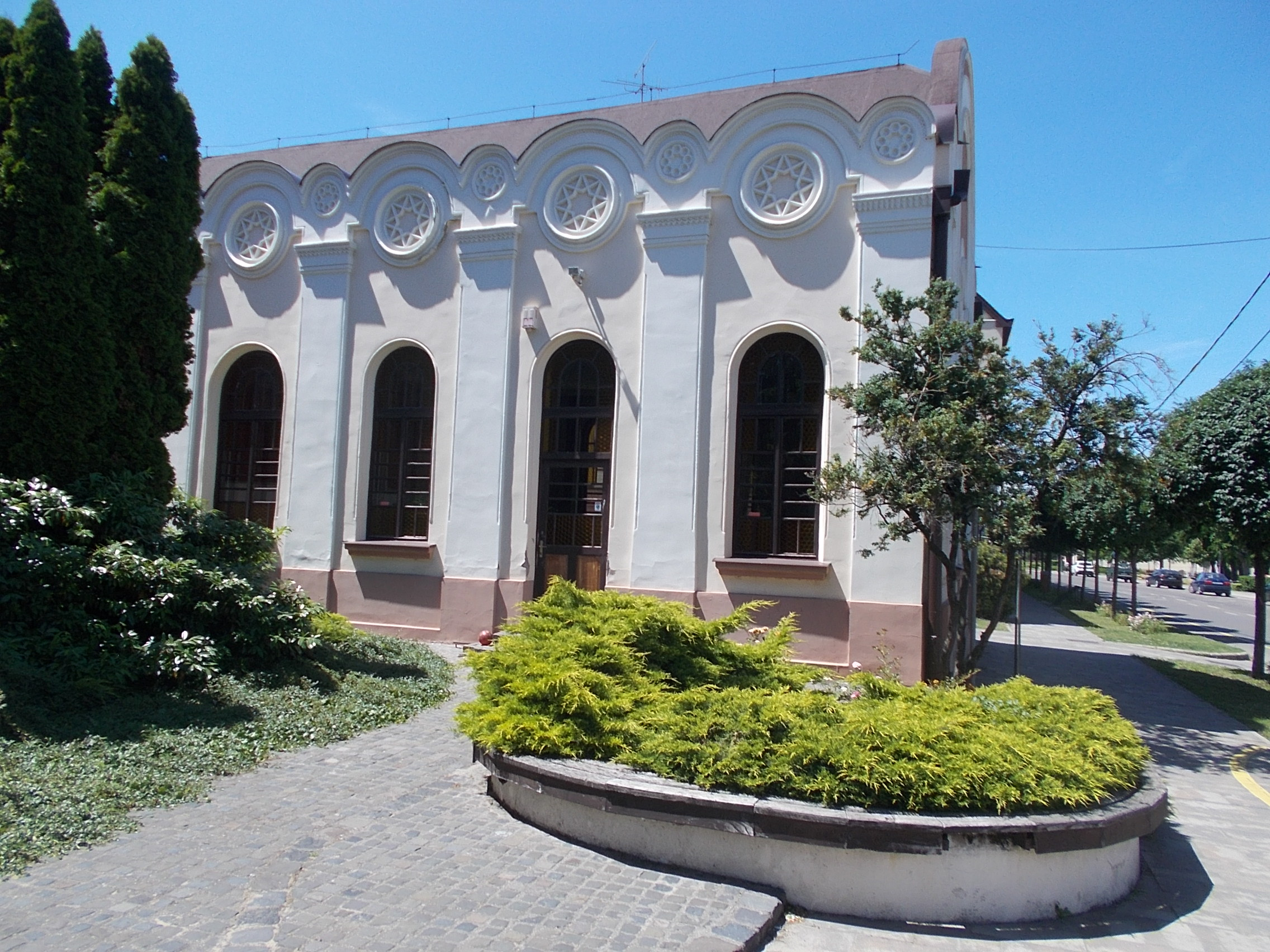
Synagoge in Kiskőrös (2009)

Die Synagoge in Kiskőrös, einer ungarischen Stadt im Komitat Bács-Kiskun, wurde Ende des 19. Jahrhunderts errichtet. Die Synagoge im Stil des Neoklassizismus ist ein geschütztes Kulturdenkmal.